# Historia

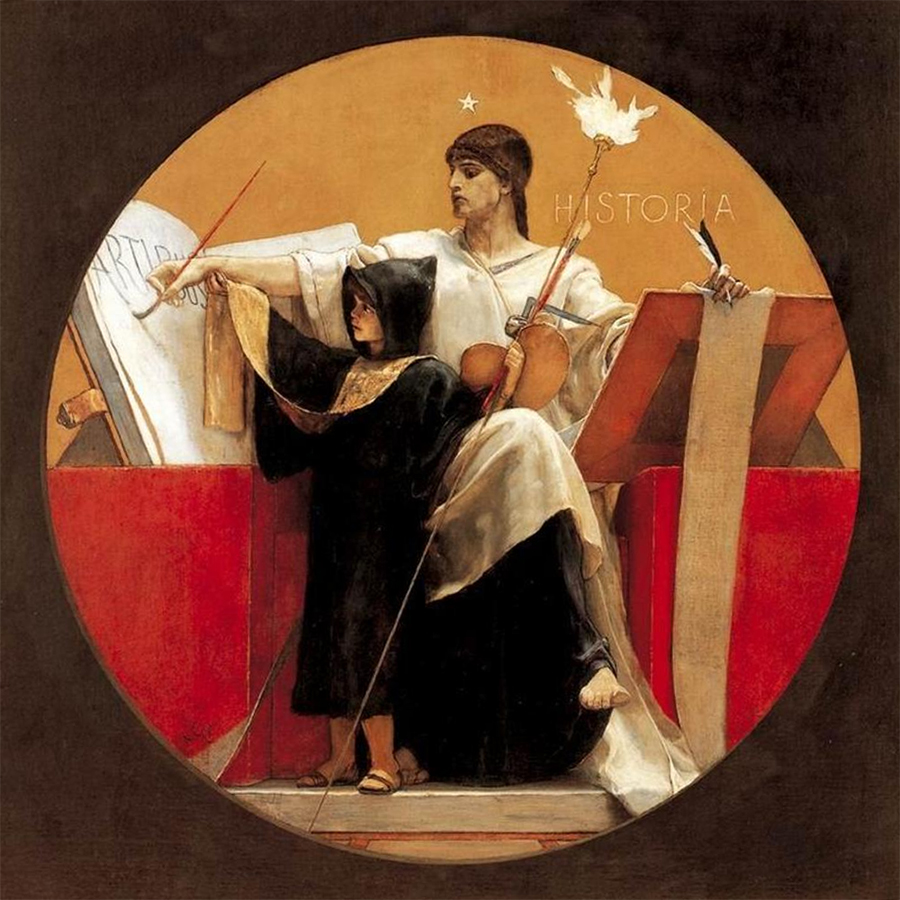
Alegoria historii na obrazie Nikolaosa Gyzisa pochodzącym z 1892 r.

Historia, dawniej: dziejoznawstwo – nauka humanistyczna i społeczna, która zajmuje się badaniem przeszłości, a w znaczeniu ścisłym badaniem działań i wytworów ludzkich, aż do najstarszych poświadczonych pismem świadectw, w odróżnieniu od prehistorii, archeologii, antropologii lub historii naturalnej. Wynikiem badań historycznych jest opis dziejów (historiografia).
Metoda pracy historyka polega na badaniu zjawisk minionych poprzez krytyczną interpretację ich pozostałości i świadectw (źródeł), w celu dotarcia do pewnych faktów, które ułożone chronologicznie przedstawiane są w postaci narracji.

## Pojęcie, zakres i miejsce wśród innych nauk
Historia jest najczęściej pojmowana w dwóch odrębnych znaczeniach: jako dzieje, przeszłe zdarzenia oraz jako wszelkie relacje o tej przeszłości (w tym historiografia).
Wyraz „historia” pochodzi od greckiego słowa ἱστορία (historía), pierwotnie znaczącego „badanie, dochodzenie do wiedzy” oraz „wiedza zdobyta poprzez badanie”. Herodot użył tego słowa do określenia charakteru swojej pracy rozpoczynającej się słowami „Oto przedstawienie badań (stgr. ἱστορίης ἀπόδεξις historíēs apódexis) Herodota z Halikarnasu”. Od tego sformułowania bierze swój początek nazwa całej nauki, mimo że popularny tytuł nadawany jego dziełu – Ἱστορίαι (Historíai) – po polsku tłumaczony jest zazwyczaj jako Dzieje.
Tradycyjnie za okres podlegający badaniom historycznym uważa się dzieje od powstania cywilizacji opartej na przekazie pisemnym, dla wcześniejszych dziejów rezerwując termin prehistoria. Z takiego podejścia wynika chronologiczna rozbieżność początków historii na różnych obszarach świata i w różnych cywilizacjach. W ostatnich stuleciach przedmiot badań się jednak nieustannie poszerzał i pogłębiał, obejmując wszystkie kontynenty świata, również wiele kultur niepiśmiennych oraz nowe zagadnienia antropologiczne. Metodologię historyczną cechuje poszukiwanie logicznej konstrukcji przyczynowo-skutkowej przy krytycznym podejściu do źródeł historycznych.
Starożytni Grecy uważali historię za jedną ze sztuk. Historia nie jest łatwa do zaklasyfikowania wśród nauk. Na ogół jest klasyfikowana jako nauka humanistyczna. Jeśli jednak przyjąć jej cel czysto faktograficzny, polegający na ustaleniu biegu zdarzeń i wyjaśnieniu stosunku przyczynowo-skutkowego, staje się ona nauką nieomalże ścisłą (zobacz: Historiografia). Jednak widząc w niej naukę, która zajmuje się jednorazowymi wydarzeniami, a nie prawidłami – jej charakter ściśle naukowy staje się niejednoznaczny. Jeśli przyjąć jej umiejętność wskazywania na stosunek biegu zdarzeń do ewolucji cywilizacji, zauważymy, że ociera się ona o aspekty etyczno-społeczne, co zbliża ją do filozofii lub socjologii (zobacz: filozofia historii).

## Specjalizacje
Z zasadniczej odmienności źródeł dotyczących różnych epok i dziedzin ludzkiej działalności, a co za tym idzie wymagających odmiennego warsztatu, historia dzieli się na szereg specjalizacji.

### Epoki historyczne
Podstawowy podział odpowiada w zasadzie klasycznemu podziałowi na epoki historyczne. Z tych samych założeń metodologicznych wyłącza się z zakresu badania historii czasy sprzed wynalezienia pisma (prehistorię). Klasyczny podział epok dla historii Europy wyróżnia:
- starożytność – czasy do roku 476, czyli upadku Imperium Rzymskiego. Odróżnia się w niej przede wszystkim badania nad starożytnym Egiptem, nad kulturami Bliskiego Wschodu, nad starożytną Grecją i nad Imperium Rzymskim.
- średniowiecze – czasy od starożytności do przełomu XIV i XV wieku, czyli wynalezienia druku przez Gutenberga (1450) i odkrycia Ameryki (1492) dla zachodniej części Europy, a dla wschodniej części kontynentu – zdobycia Konstantynopola przez Turków 1453. Średniowiecze dzieli się na wczesne średniowiecze (do V–XII wieku), klasyczne (XII–XIV wiek) i późne (wieki XIV–XV). Istnieje pogląd głównie wśród niektórych historyków francuskich, że podział ten jest cywilizacyjnie sztuczny i należałoby okres średniowiecza rozciągnąć aż do oświecenia.
- wczesna nowożytność – czasy od średniowiecza do przełomu XVIII–XIX wieku, czyli do rewolucji francuskiej (1789) lub do końca kongresu wiedeńskiego (1815). W Polsce przyjęło się liczyć do trzeciego rozbioru Rzeczypospolitej (1795) lub do Wiosny Ludów (1848).
- tzw. „długi wiek XIX” – jest to okres od rewolucji francuskiej do wybuchu I wojny światowej
- historia najnowsza – od 1914 roku do dziś.

Periodyzacja od lat należy do grupy ważnych problemów badawczych i metodologicznych historii. Problem momentów początku i końca poszczególnych epok ma bogatą literaturę. Istnieją również koncepcję odrzucające klasyczny podział na epoki – m.in. koncepcja „długiego trwania” Fernanda Braudela i „długiego średniowiecza” Jacques’a Le Goffa.

### Obszar badań
Klasyczny podział na epoki, okazuje się nieprzydatny, gdy obiektem poznania historycznego staje się zjawisko o dłuższym trwaniu, którego zbadanie wymaga podejścia głęboko diachronicznego, na przestrzeni wielu epok. Pod tym względem wyróżnia się:
| - antropologia historyczna - archiwistyka - mikrohistoria - makrohistoria - geografia historyczna - historia administracji - historia lokalna - historia polityczna - historia gospodarcza - historia sztuki - historia muzyki - historia religii - historia Kościoła - historia archiwalno-dokumentalistyczna - historia nauki | - historia państwa i prawa - historia prawa - historia państwowości - historia idei - historia wojskowości - historia dyplomacji - historia społeczna - historia ludowa - historia książki - historia kultury materialnej - historia medycyny - historia doktryn politycznych i prawnych - metodologia historii - polityka historyczna - psychohistoria |